# Redefin
Redefin ist eine Gemeinde im Landkreis Ludwigslust-Parchim in Mecklenburg-Vorpommern (Deutschland). Sie wird vom Amt Hagenow-Land mit Sitz in der Stadt Hagenow verwaltet.

## Geografie
Redefin liegt am Nordwestrand der Griesen Gegend, am Ostufer der Sude, die ihren Lauf hier, von Norden kommend, nach Westen Richtung Elbe fortsetzt.
Umgeben wird Redefin von den Nachbargemeinden Hagenow im Norden, Kuhstorf im Nordosten, Bresegard bei Picher im Osten, Groß Krams im Südosten, Belsch im Süden, Lübtheen im Südwesten sowie Warlitz im Nordwesten.

## Geschichte
Redefin ging aus einer slawischen Rundlingssiedlung hervor. Die urkundliche Ersterwähnung stammt aus dem Jahr 1306 und fand sich in einem Beistandsvertrag zwischen dem Markgrafen Hermann von Brandenburg, den Grafen Nikolaus und Gunzelin von Schwerin gegen den Ritter Rybe, der in den Sümpfen der Sudeniederung bei Redefin eine um 1300 erbaute Burg bewohnte. Rybe war ein von den hanseatischen Kaufleuten gefürchteter Raubritter, der Warentransporte auf der Handelsroute zwischen Hamburg und Berlin plünderte und so zu Wohlstand und Reichtum kam. Die Burg wurde 1311 zerstört und Rybe verließ das Land. Der schwerinsche Anteil an dem Rittersitz ging als Lehen an Ulrich von Pentz und mit Dietrich von Wenkstern baute er die Burg wieder auf. Ulrich von Pentz war auch Raubritter und seine neue Burg wurde 1354 von den Lübecker Bürgern gebrochen. Er gab das Rauben auf und verbündete sich 1357 mit Herzog Albrecht von Mecklenburg. Dafür wurde er 1363 mit der Burg Redefin belehnt. Zuvor hatte Albrecht III., Herzog zu Mecklenburg am 14. August 1363 in Wismar die Lauenburger Hälfte der Burg von Heinrich von der Hude gekauft. Alle Dörfer des Landes Jabel gehörten zum Burglehen. Außerdem wurden ihm Schloss, Stadt und Land Boizenburg verpfändet. Er wurde auch Schlosshauptmann der damals sächsischen Burg Dömitz.
Ulrich von Pentz' Nachkommen blieben bis 1610 auf der Burg sitzen.
Im Dreißigjährigen Krieg wurde die Burg mit Kapelle endgültig zerstört und wurde abgerissen. Aus ihren Steinen wurden mehrere Häuser in Boizenburg gebaut.
1709 ging das Gut Redefin im Tausch gegen das Gut Weselin, dem heutigen Kaarz, an die herzogliche Kammer.

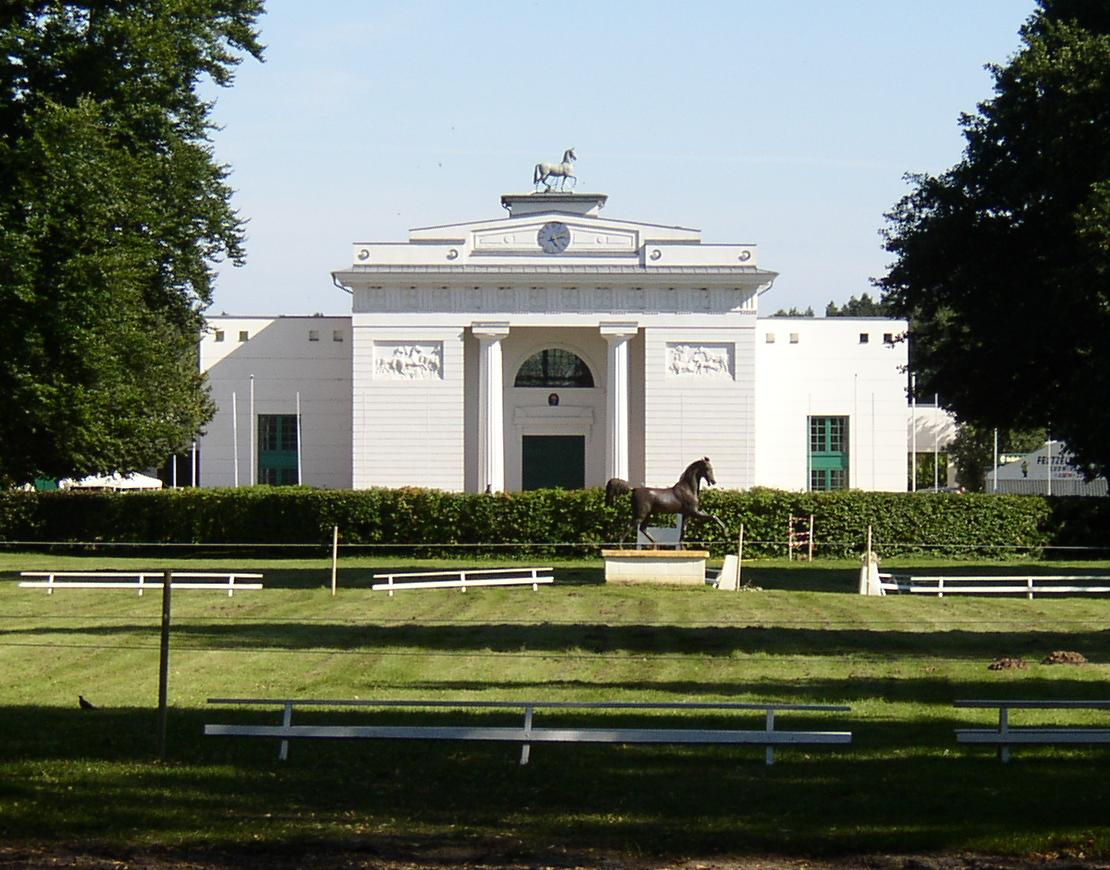
Landgestüt Redefin, Reithalle

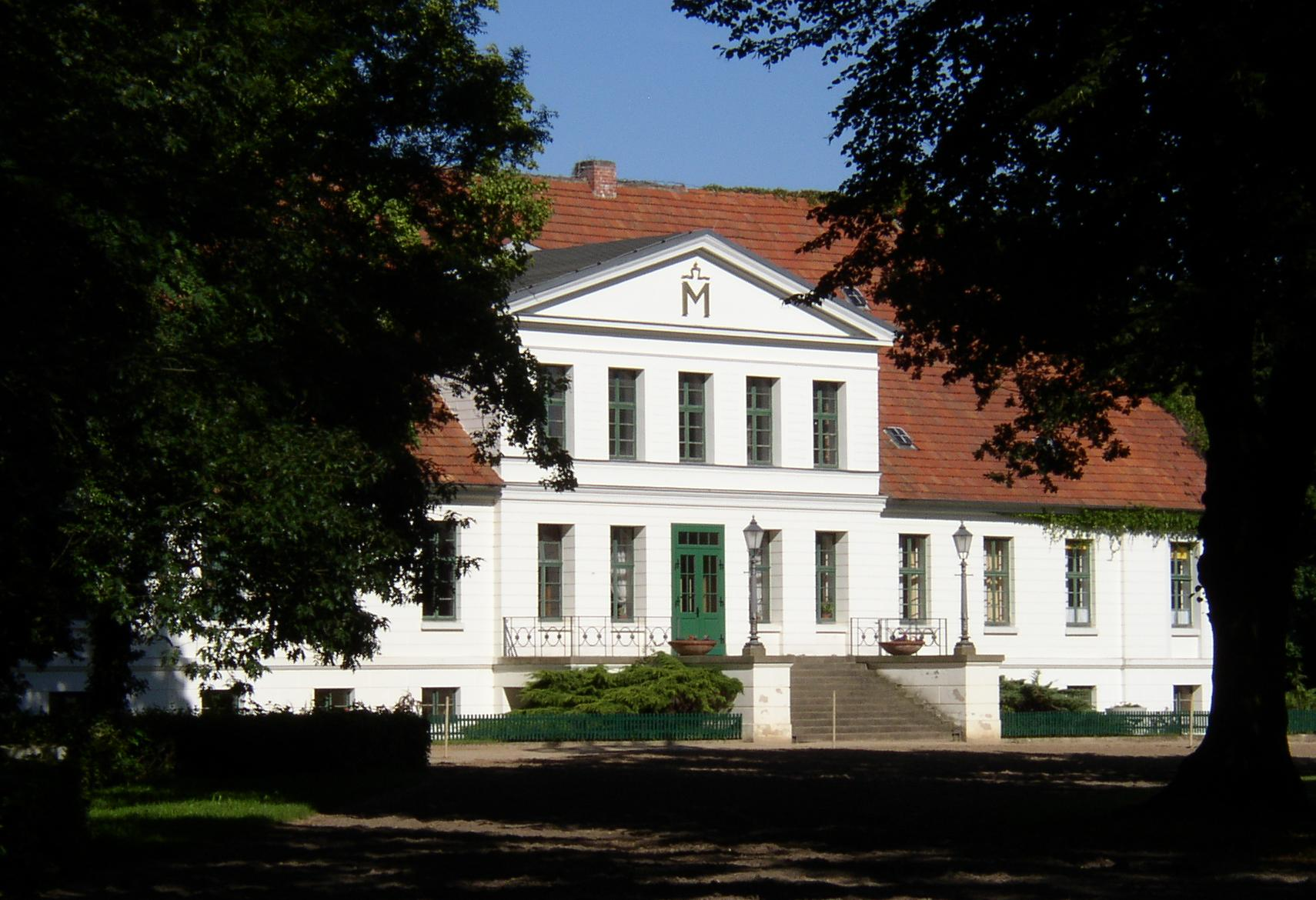
Gestütsverwaltung im ehemaligen Redefiner Gutshaus

1710 wurde die erste herzogliche Stuterei eingerichtet, aus der sich das mecklenburgische Landgestüt entwickelte.
Zwischen 1812 und 1820 ließ Vollrath Joachim Helmuth von Bülow das Landgestüt nach Plänen des mecklenburgischen Landesbaumeisters Carl Heinrich Wünsch im Stil des Klassizismus um einen Paradeplatz herum errichten. Zu dieser Zeit lebten im Dorf zwölf Bauern, vier Büdner und ein Pachtfischer. Mit dem Bau der Poststraße von Hamburg nach Berlin, der heutigen B 5, erhielt Redefin ein Hauptpostamt mit Pferdeumspannstation. 1830 und 1845 entstanden eine Hof- und eine Dorfschule. Als im Jahr 1880 in Redefin 10 Bauern, 17 Büdner, 21 Häusler, zwei Krüge, ein Chausseehaus, ein Stationsjägerhaus, zwei Schulen, eine Zentralschule, eine Schmiede und jeweils eine Wind- und Wassermühle existierten, wurde die örtliche Freiwillige Feuerwehr gegründet. 1921 schlossen sich die Schulen zusammen und 1923 hielt der elektrische Strom im Dorf Einzug. Die Einwohnerzahlen stiegen von 630 im Jahr 1935, über 750 (1941) bis auf 1138 inklusive aller Umsiedler im Jahr 1946 nach Ende des Zweiten Weltkrieges. Zu DDR-Zeiten entwickelte sich Redefin zum Zentralort der umliegenden Dörfer mit entsprechender Infrastruktur. Die Bauern wurden zwangskollektiviert. Nach 1990 wurden Infrastruktur, Dorfkirche und Gestüt modernisiert und saniert.
Am 1. Mai 1990 schied der ehemalige Redefiner Ortsteil Groß Krams aus der Gemeinde aus und wurde selbständig.

## Politik

### Gemeindevertretung und Bürgermeister
Der Gemeinderat besteht (inkl. Bürgermeisterin) aus 8 Mitgliedern. Die Wahl zum Gemeinderat am 26. Mai 2019 hatte folgende Ergebnisse:
| Partei/Bewerber                   | Prozent | Sitze |
| --------------------------------- | ------- | ----- |
| Wählergemeinschaft Dorferneuerung | 89,36   | 7     |
| CDU                               | 9,01    | 1     |

Bürgermeisterin der Gemeinde ist Roswitha Böbel, sie wurde mit 54,33 % der Stimmen gewählt.

### Wappen
| Wappen von Redefin | Blasonierung: „In Rot über goldenem Schildfuß ein springendes goldenes Pferd mit aufgerichtetem Schweif.“ |
| Wappen von Redefin | Wappenbegründung: In dem Wappen symbolisiert das Pferd das über die Landesgrenzen hinaus bekannte Landgestüt. Der Schildfuß soll die Unverwechselbarkeit mit anderen Wappen, in denen ebenfalls Pferdemotive vorkommen, gewährleisten. Mit der Tingierung in Rot und Gold, den Farben der Grafen zu Schwerin, wird an die zeitweiligen Ortsherren erinnert. Das Wappen und die Flagge wurde von dem Schweriner Heraldiker Karl-Heinz Steinbruch gestaltet. Es wurde am 24. November 1998 durch das Ministerium des Innern genehmigt und unter der Nr. 174 der Wappenrolle des Landes Mecklenburg-Vorpommern registriert. |

### Flagge

Flagge der Gemeinde Redefin

Die Flagge wurde am 4. Mai 2006 durch das Ministerium des Innern genehmigt.
Die Flagge ist gleichmäßig längs gestreift von Gelb und Rot. In der Mitte des Flaggentuchs liegt, auf jeweils zwei Drittel der Höhe des gelben und des roten Streifens übergreifend, das Gemeindewappen. Die Höhe des Flaggentuchs verhält sich zur Länge wie 3:5.

### Dienstsiegel
Das Dienstsiegel zeigt das Gemeindewappen mit der Umschrift „GEMEINDE REDEFIN • LANDKREIS LUDWIGSLUST-PARCHIM“.

## Sehenswürdigkeiten

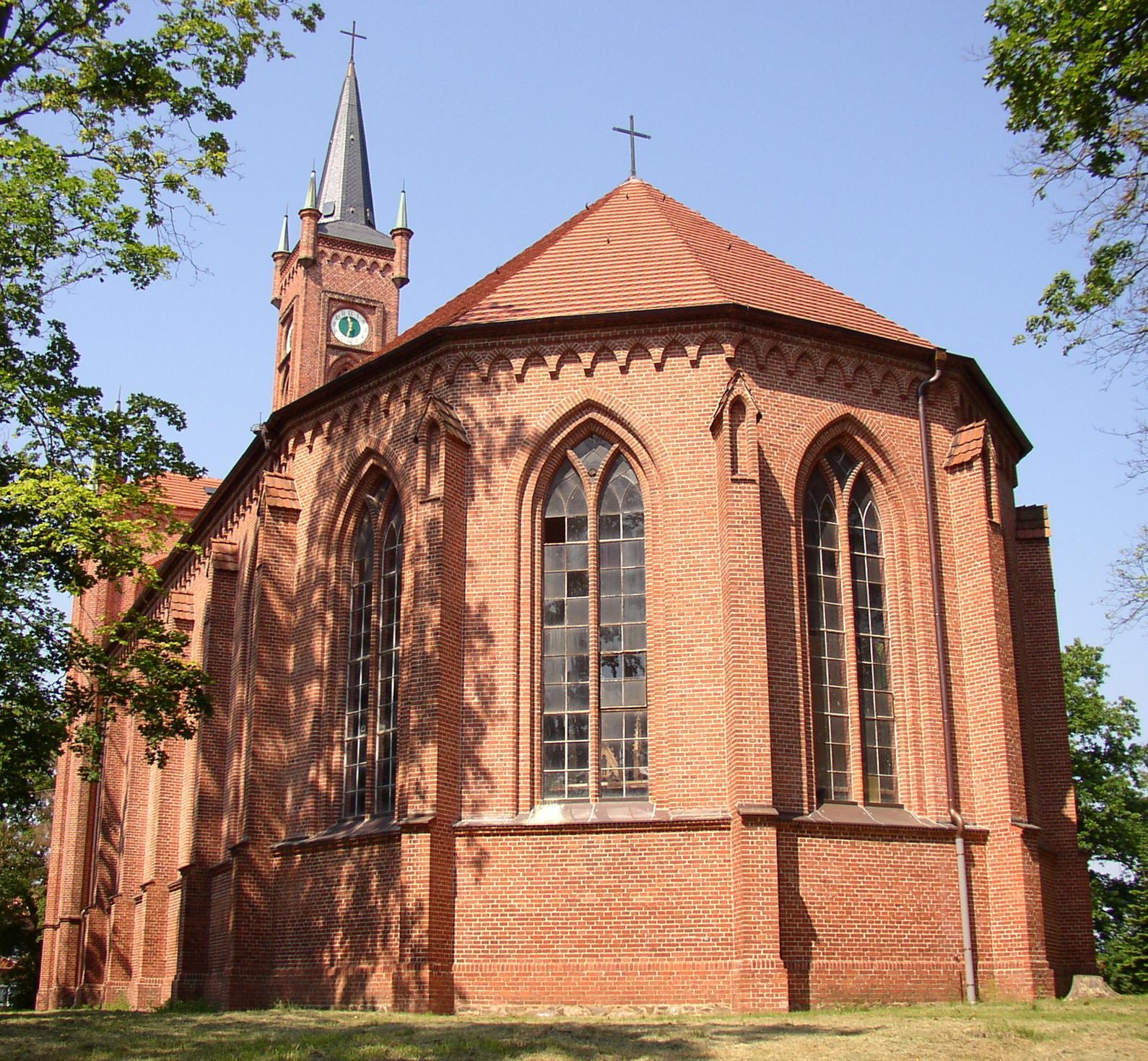
Kirche von Redefin

- Dorfkirche Redefin, ein neugotischer Backsteinbau mit schmalem Turm, entworfen von Carl Heinrich Wünsch und errichtet von 1843 bis 1847. Die Orgel aus dem Jahre 1602 stammt aus der Schloßkirche Schwerin
- Landgestüt Redefin mit dem Park, eine Anlage von 1820 bis 1823, nach einem Entwurf von Carl Heinrich Wünsch
- ehemalige Poststation an der B 5, ein eingeschossiger Putzbau
- Meilenstein an der B 5, zwei Kilometer hinter Redefin in Richtung Boizenburg

→ Siehe auch Liste der Baudenkmale in Redefin

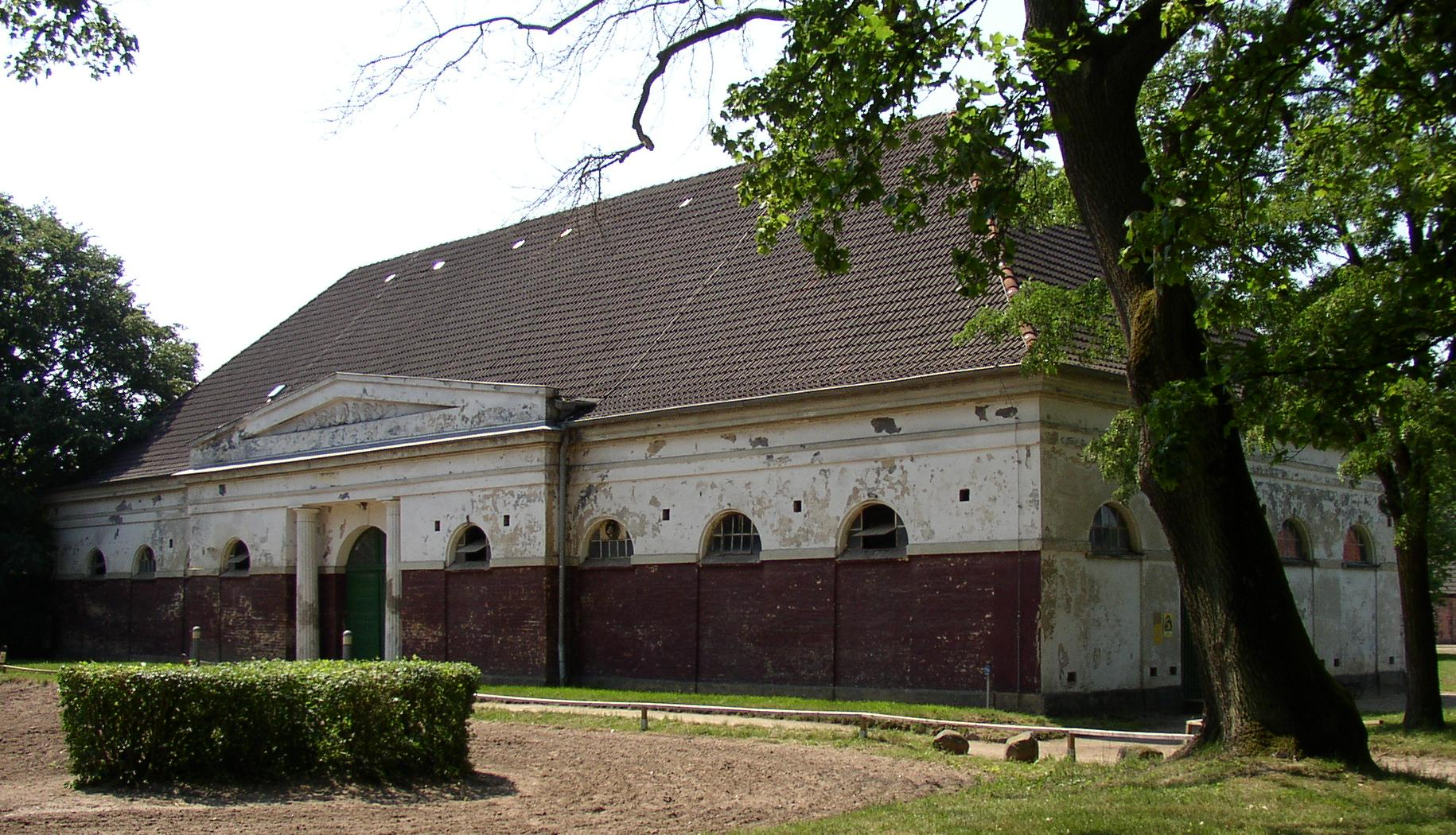
Stall III des Landgestüts

## Wirtschaft
Überregional bekannt ist Redefin durch sein Landgestüt. Die 1993 durch das Land Mecklenburg-Vorpommern übernommene und somit auch für landesrepräsentative Zwecke genutzte Einrichtung widmet sich der Pferdezucht, unterhält die Landesreit- und Fahrschule für Mecklenburg-Vorpommern, handelt mit Sportpferden und veranstaltet alljährlich nationale Hallenturniere, ein internationales Reit- und Springturnier (CSI***) und Hengstparaden. Darüber hinaus etabliert sich das Gestüt touristisch durch Gestütsführungen, Übernachtungsmöglichkeiten für Urlauber und diverse kulturelle Veranstaltungen wie die Picknick-Pferde-Sinfoniekonzerte oder LebensArt. 2009 war der nach historischen Vorgaben restaurierte Gestütspark Außenstandort der Bundesgartenschau 2009.

## Verkehr
Die Bundesstraße 5 von Ludwigslust nach Boizenburg/Elbe, die vor dem Bau der Bundesautobahn 24 Transitstraße von Berlin nach Hamburg war, führt durch Redefin und überquert die Sude und die Kleine Sude. Die nächstgelegenen Städte sind Lübtheen in 14 Kilometer Entfernung und Hagenow (13 Kilometer). Die Stadt Ludwigslust liegt etwa 19 Kilometer östlich. Per Bahn erreicht man Redefin von Pritzier oder Hagenow aus. Nördlich von Hagenow besteht Anschluss an die Bundesautobahn 24 (Berlin – Hamburg).